# Schleifmühle (Seinsheim)
Schleifmühle ist ein Gemeindeteil des Marktes Seinsheim im Landkreis Kitzingen (Unterfranken, Bayern). Schleifmühle liegt in der Gemarkung Iffigheim.

## Geografische Lage
Die Einöde liegt an der Iff, einem linken Zufluss des Breitbachs, und an der Staatsstraße 2418, die an der Iff entlang zur Beigelsmühle (0,3 km südöstlich) bzw. nach Obernbreit führt (2,6 km westlich).

## Geschichte
Schleifmühle gehörte ursprünglich zur Realgemeinde Iffigheim und unterstand wie diese dem schwarzenbergischen Amt Wässerndorf, das das Hoch- und Niedergericht ausübte.
Mit dem Gemeindeedikt (frühes 19. Jahrhundert) wurde Schleifmühle dem Steuerdistrikt Seinsheim und der Ruralgemeinde Iffigheim zugewiesen. Im Zuge der Gebietsreform in Bayern wurde Schleifmühle am 1. Mai 1978 nach Seinsheim eingemeindet.

### Einwohnerentwicklung
| Jahr      | 001818 | 001836 | 001840 | 001861 | 001871 | 001885 | 001900 | 001925 | 001950 | 001961 | 001970 | 001987 |
| Einwohner | 6      | 7      | 7      | *      | 8      | 6      | 5      | 5      | 6      | 6      | 1      | 4      |
| Häuser    | 2      | 1      | 1      |        |        | 2      | 1      | 1      | 1      | 1      |        | 1      |
| Quelle    | [ 6 ]  | [ 10 ] | [ 11 ] | [ 12 ] | [ 13 ] | [ 14 ] | [ 15 ] | [ 16 ] | [ 17 ] | [ 18 ] | [ 19 ] | [ 1 ]  |

## Religion
Schleifmühle ist römisch-katholisch geprägt und bis heute nach St. Peter und Paul (Seinsheim) gepfarrt.